# ناحیه راتناپورا
ناحیه راتناپورا (به لاتین: Ratnapura District) یک ناحیه در سری‌لانکا است که در استان ساباراگامووا واقع شده‌است.